# 미미르

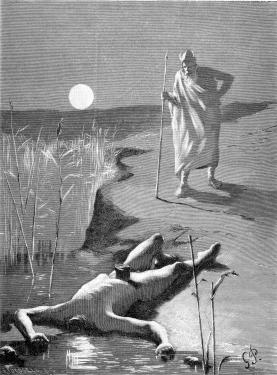
오딘이 머리없는 미미르의 육체를 발견하는 장면

미미르는 휴전 협정을 조인하기 위하여 에시르 신들이 바니르 신들에게 보냈다가 바니르 신들에게 살해당한 현자의 신이다. 오딘이 머리를 보관하였다가 미미르의 샘가에 놓았다.

## 신화
북유럽신화에 나오는 오딘의 상담자로서의 역할을 했다고 하는 현자의 신. 거인족이며 오딘의 숙부에 해당한다고 알려져 있다.
스노리 스투를루손이 쓴 《윙글링 일족의 사가》에 의하면 아스-반 전쟁이 끝나고 두 신족이 휴전할 무렵, 아스 측에서 회니르와 함께 바나헤임에 인질로 보냈다. 반은 회니르를 수령으로 정했지만 그가 기대한 만큼의 인재가 아닌 것을 알고 미미르의 머리를 잘라 아스측에 돌려보냈다.
그 뒤 오딘이 미미르의 머리가 부패하지 않도록 약초를 바르고 마력으로 되살려내어, 중요한 일이 있을 때는 반드시 이 머리에 상담을 했다고 전해진다. 라그나로크가 도래했을 때에도 오딘은 제일 먼저 이 머리에 조언을 청했다.
《신 에다》15장 <길피의 속임수>에 따르면 미미르가 현명한 이유는 그가 지키고있는 미미르의 샘물을 걀라르호른으로 마셨기 때문이라고 알려져 있으며, 미미르가 오딘이 물을 마시는 대가로 그의 안구를 바칠 것을 요구하였다고 한다.
미미르는 서리 거인이라고 생각되나, 연구자 혹은 시를 쓴 사람에 의하면 미미르는 물에 관련된 여러 자연현상의 상징이며 그 말인 즉슨 '물의 거인'이고, 그가 지키고있는 미미르의 샘에서 머리만 내밀고 있었다고 해석하는 사람도 있다.
또한 시귀르뒤르 노르달은 오딘이 목매다 죽은 사람에게 질문을 하면 그들이 생전 특별히 머리가 좋았던 것은 아니었음에도 불구하고 다양한 소식들을 얘기했다는 전설과, 아이슬란드에는 막 죽은 남성이나 아이의 머리가 여러 가지 소식들을 알고있었다는 전설이 있다는 것에서 미미르의 잘린 머리와 연결지어 현재 알려진 '미미르의 머리'에 관한 이야기가 되었다고 추측하고있다.

## 같이 보기
- 미미르의 샘